# Vlado Pravdić
Vlado Pravdić (Sarajevo, 6. prosinca 1949. – Split, 5. prosinca 2023.) bio je bosanskohercegovački glazbenik (Indexi, Bijelo dugme).
Potječe iz glazbene obitelji, pa je već sa šest godina počeo učiti svirati klavir. No, nakon završene srednje muzičke škole, ne nastavlja na Akademiji, nego studira fiziku, koju je i završio.

## Glazbena karijera
Prvi ozbiljniji muzički angažman imao je s Ambasadorima, s kojima je svirao sedam mjeseci prije nego što je pristupio Indexima u proljeće 1971. godine, zamjenjujući Ranka Rihtmana koji je napustio grupu. 
U Indexima ostaje do jeseni, da bi njega zamijenio Enco Lesić, pa ponovo slijedi ista smjena – Lesić odlazi, a u Indexe opet dolazi Vlado Pravdić, pred ljeto 1972. U postavi Indexa Vlado Pravdić je do 1973. godine, do prelaska u grupu Jutro, kako se u to vrijeme zvala buduća grupa Bijelo dugme. 
Pauzu u Bijelom dugmetu Vlado Pravdić je imao od jeseni 1976. godine, zbog odsluženja vojnog roka, da bi na njegovom mjestu bio Laza Ristovski iz grupe Smak, a ovaj će ponovo postati punopravni član grupe od 1984. i svirati zajedno s Pravdićem. Poslije turneje 1987. godine, Vlado Pravdić napušta Bijelo dugme i posvećuje se poslu s računalima, a s grupom nastupa još samo nekoliko puta na velikim koncertima.
Živio je u Sjedinjenim Američkim Državama u gradu Palm Desert u Kaliforniji bio vlasnikom tvrtke Globalfon koja se bavi telefonskim biznisom.

## Diskografija

### Indexi, singl ploče
- 1972. - "Sanjam / Balada"
- 1973. - "Predaj se srce / Budi kao more"
- 1973. - "Jedina moja / I tvoje će proći
- 1974. - "Samo su ruže znale / Samoćo ljubavi moja"

### Bijelo dugme, albumi
- 1974. - Kad bi' bio bijelo dugme'
- 1975. - Šta bi dao da si na mom mjestu
- 1979. - Bitanga i princeza
- 1980. - Doživjeti stotu
- 1983. - Uspavanka za Radmilu M.
- 1984. - Bijelo Dugme (Kosovka devojka)
- 1986. - Pljuni i zapjevaj moja Jugoslavijo